# Aéroport de Marília
L'aéroport de Marília aussi appelé aéroport d'État Frank Miloye Milenkowichi–Marília (code IATA : MII • code OACI : SBML) est l'aéroport desservant la ville de Marília au Brésil.
Il est exploité par DAESP.

## Historique
L'aéroport a été inauguré en 1938.

## Compagnies aériennes et destinations
| Compagnies              | Destinations            |
| ----------------------- | ----------------------- |
| Azul Brazilian Airlines | Bauru/Arealva, Campinas |

## Accès
L'aéroport est situé à 3 km du centre-ville de Marília.